# Allumeur de réverbères
Ne doit pas être confondu avec L'Allumeur de réverbères ou Groupe d'allumeur de réverbères.
Un allumeur de réverbères ou falotier était une personne dont le métier consistait, l'heure venue, à parcourir les rues dotées de réverbères et à les allumer. Cette profession est apparue avec l'éclairage public, pendant la révolution industrielle, et s'est éteinte avec l'avènement de l'éclairage électrique.
« Gardez-vous d'assimiler l'Allumeur aux parias des autres administrations, au pauvre Cureur d'égouts, au Balayeur, plus misérable encore! L'Allumeur, outre sa paie, reçoit de bonnes étrennes des propriétaires dont l'administration se charge d'éclairer les maisons; et, s'il est frugal, s'il possède une femme laborieuse, il peut éluder l'hôpital, cette antichambre de la tombe pour la majorité des vieux ouvriers ». Ainsi parle des allumeurs de réverbères un auteur du XIXe siècle, Émile de La Bédollière.

## Chandelles et lanternes à Paris
Les allumeurs de réverbères apparaissent avec l'établissement fixe des premiers réverbères, aux environs de 1667. Auparavant l'éclairage des rues ne reposait que sur quelques chandelles que l'on recommandait de placer au premier étage des maisons bourgeoises (quand des hordes de brigands exploitaient la ville, et par exemple en 1324, 1526 et 1553, lorsque Paris était mise à contribution par les mauvais-garçons).
À Paris, les autorités, en 1667, auraient été les premières à placer au milieu et aux deux extrémités de chaque rue des lanternes garnies de chandelles et cet usage se généralisa à toutes les villes de France.  Pour perpétuer le souvenir, on frappa en 1669, une médaille avec cette légende: « Urbis securitas et nitor » (« la sûreté et l'éclat de Paris »). L'allumage des lampes se faisait alors par des habitants désignés annuellement par les autorités, chacun dans son quartier, aux heures réglées (et un commis surnuméraire dans chaque quartier pour avertir de l'heure). Une taxe fut prélevée, impôt de boues et lanternes qui permit la transformation de la ville sous l'impulsion de son lieutenant de police : Gabriel Nicolas de la Reynie.

## Réverbères
En 1766, à Paris toujours, les lanternes cédèrent la place aux réverbères ; l'huile succédant aux chandelles à double mèche.
Les lanternes à réverbère auraient été inventées par un certain abbé Matherot de Preigney et un sieur Bourgeois de Châteaublanc, qui, par lettres-patentes, enregistrées le 28 décembre 1745, obtinrent le privilège de cette entreprise,.
L'événement est de taille et inspire au librettiste Adrien-Joseph Le Valois d'Orville ces quelques vers: Jupiter, supplié par le dieu du jour:
Le règne de la Nuit désormais va finir;
Des mortels renommés par leur sage industrie,
De leur climat sont prêts à la bannir:
Vois les effets rie leur génie:
Pour placer la lumière en un corps transparent,
Avec un verre épais une lampe est fermée.
Dans son centre une mèche, avec art enfermée,
Frappe un réverbère éclatant,
Qui, d'abord la réfléchissant,
Porte contre la nuit sa splendeur enflammée.
Globes brillants, astres nouveaux,
Que tout Paris admire au milieu des ténèbres,
Dissipez leurs horreurs funèbres
Par la clarté de vos flambeaux.
Déjà, pour lever tous obstacles,
Du monarque français on implore l'appui.
Nous ne favorisons les humains que par lui.
Des dieux les rois sont les oracles.
Pour ne rien hasarder, enfin ,
Il charge de Thémis les ministres fidèles
D'examiner les machines nouvelles;
Quel avantage on leur trouve soudain!
Chacun y reconnaît l'utilité publique.
Tes ingénieuses lumières,
Abbé, vont désormais rassurer les esprits,
Elles serviront dans Paris
D'armes, de gardes, de barrières.
Déjà nos citoyens sincères
De ces heureux travaux ont admiré le prix.
("Les Nouvelles Lanternes", publié en 1746 par Adrien-Joseph Le Valois d'Orville)

## Un métier précaire
Le métier d'allumeur de réverbères est des plus précaires, soumis aux intempéries et se réalise en complément d'autres activités lucratives.
À Paris vers 1842, la profession est sur le déclin :
« Aujourd'hui, après une longue et honorable existence, les réverbères sont à l'agonie. Leur nombre, après s'être élevé de trois mille cinq cents à plus de cinq mille, diminue de jour en jour, et la race des Allumeurs, née avec l'administration de l'éclairage, s'éteindra dans le courant du dix-neuvième siècle. Le service d'éclairage se fait par entreprise au rabais, détestable méthode qui, en rognant les bénéfices de l'adjudicataire, le met dans la nécessité de s'acquitter le plus mal possible de ses devoirs. L'administration a quatre bureaux, et un entrepôt-général sur la place de la Bastille. Un inspecteur-général de l'illumination surveille la qualité des huiles, dont un échantillon, mis sous le scellé, est déposé à la Préfecture de police.
L'Allumeur commence sa journée par éteindre. Il est tenu d'être à son bureau à six heures, et malheur à lui s'il est inexact! Les fonctions d'Allumeur sont briguées par une foule de surnuméraires, toujours prêts à gagner cinquante centimes en remplaçant les absents. Pareille somme est accordée à celui qu'une maladie retient loin de son poste, et c'est alors le surnuméraire qui touche le prix de la journée du malade : trois francs. Les heures d'allumage et d'extinction sont réglées par le préfet de police.
L'Allumeur se met en campagne, nettoie les réverbères, les chapiteaux, les plaques des réverbères, les porte-mèches, et s'en retourne dans ses foyers. Là, d'autres occupations l'attendent: il fabrique des chaussons ou des souliers, ou va en ville faire des commissions. Il rentre en fonctions, le soir, pour allumer; tâche pénible en hiver, quand le froid engourdit les doigts, quand le vent éteint les lumières naissantes. Il faut que l'allumage soit terminé sur tous les points en quarante minutes, vingt minutes au plus après l'heure déterminée par le préfet. On distinguait autrefois l'allumage en permanence et variable: une partie des becs se reposait dès que la lune blanchissait les rues de ses pâles rayons. Aujourd'hui l'illumination doit être générale. Les réverbères, ayant peu de temps à vivre, veulent jouir de leur reste, et laisser à la postérité le souvenir de leurs bienfaits.
L'Allumeur ne connaît ni dimanches ni morte saison : rien ne le détourne de sa promenade quotidienne, car ce n'est pas lui qui, dans les fêtes publiques, allume les lampions de l'allégresse et les verres de couleur de l'enthousiasme unanime. Il est voué exclusivement aux réverbères, et marche en tout temps, à moins que des perturbateurs n'aient brisé ses quinquets aériens. Alors, tout en feignant de partager le mécontentement de ses chefs, il rit sous cape, se frotte les mains, applaudit à l'œuvre de destruction. Sa satisfaction est d'autant plus logique, que ses appointements courent durant cette suspension forcée de service. »

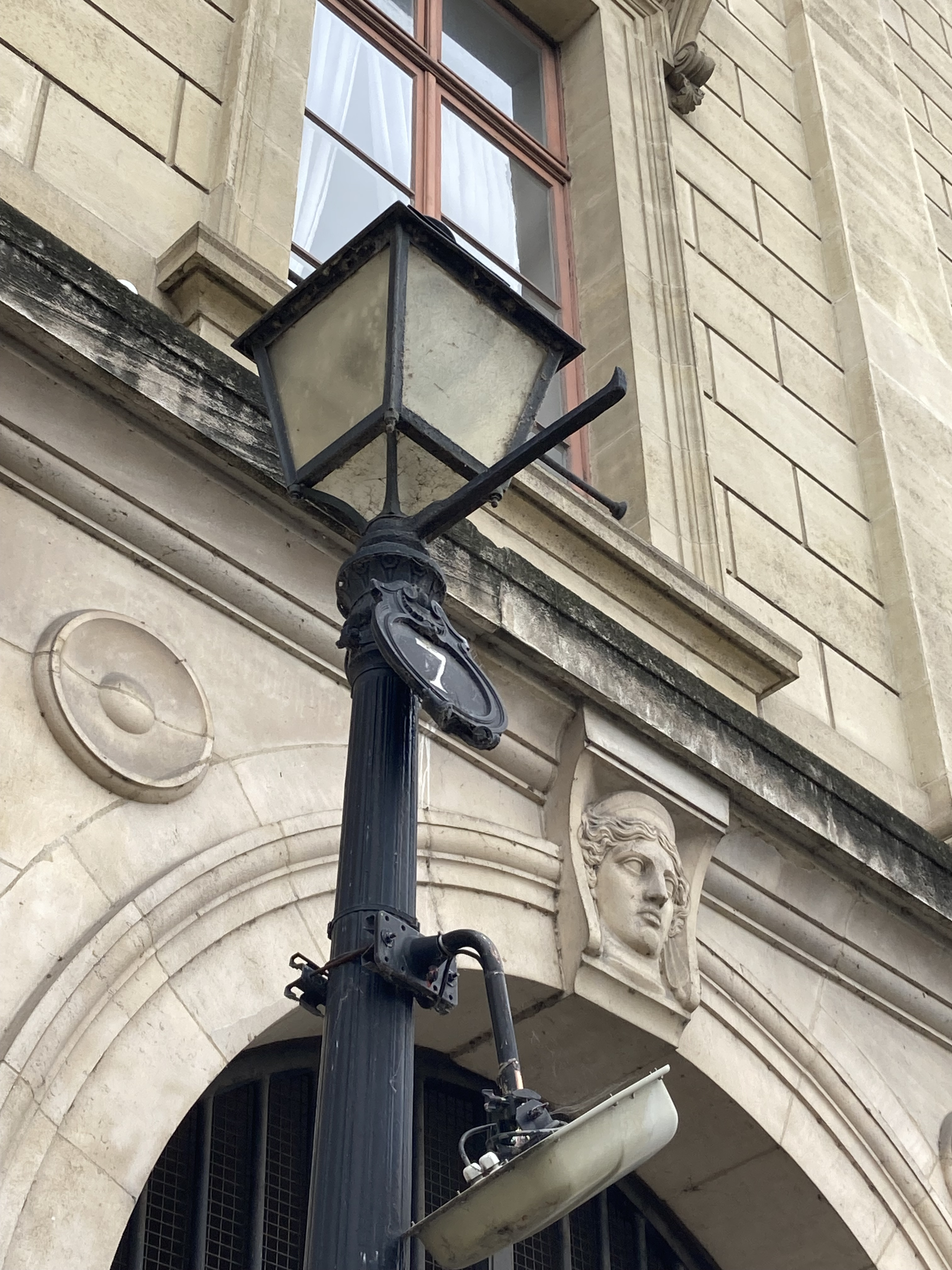
Réverbère avec sa barre d'appui pour l'échelle de l'allumeur, quai de l'Horloge (Paris).

## Le gaz d'éclairage

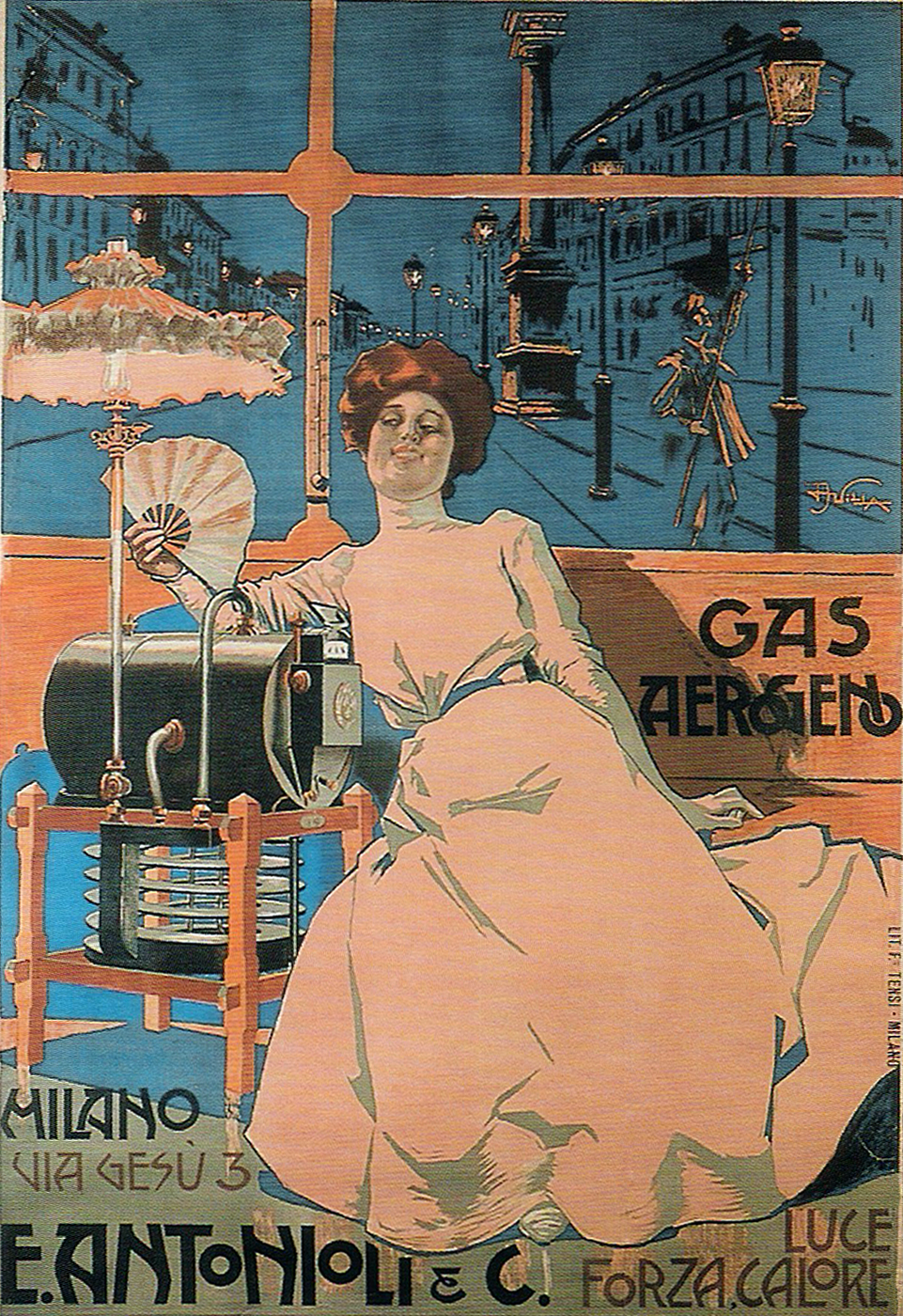
Aleardo Villa - Gas Aerogeno - 1902
À l'arrière plan, un allumeur de réverbère

Le métier d'allumeur change de nature avec la conversion des réverbères, (fonctionnant jusque-là à l'huile),  au gaz d'éclairage. On parle d'allumeur de gaz, profession distincte de l'allumeur de réverbère. (En 1886, les Lanciers, puis dragons sont désignés par allumeur de gaz, par allusion à leur arme, comparée au long roseau dont se servent les employés des compagnies du gaz)
« L'Allumeur de réverbères a besoin d'une certaine dose d'adresse manuelle pour descendre chacune de ses lampes aériennes, enlever les mèches consumées, nettoyer la coquille, étaler le coton afin qu'il s'imprègne d'huile, allumer au milieu de la rue, encombrée de voitures au risque d'être écrasé par un cocher maladroit, et lancer dans l'espace un phare éblouissant. Voilà une opération compliquée, qui exige du savoir-faire et peut occuper l'intelligence ; mais quel mérite y a-t-il à ouvrir et fermer un conduit, à soulever le couvercle d'un lampadaire et à enflammer du gaz qui ne demande qu'à brûler ?... En se consacrant au gaz, l'Allumeur de réverbères se considérera comme déchu, comme réduit à l'état de machine, comme rayé du nombre des travailleurs actifs et experts. »

## Renouveau enBiélorussie
Depuis 2009, la ville de Brest (Biélorussie) dispose de nouveau d'un allumeur de réverbère. Revêtu d'un uniforme semblable à ceux de ses collègues du XIXe siècle, il allume les 17 lanternes de la rue Sovetskaïa (Soviétique) chaque soir, en une demi-heure, et les éteint au petit matin. Sur cette même rue se trouve un monument où une chauve-souris tient une lanterne, symbolisant la volonté de ne jamais laisser les ténèbres s'installer sur Brest. Lanternes et monument ont été installés pour les 990 ans de la ville de Brest. Une horloge surmontée de l'indication "heure d'allumage des lanternes" en russe indique aux habitants et aux nombreux touristes attirés par l'important patrimoine militaire de la ville et cette nouvelle tradition, le moment où il faut venir voir l'allumage des lanternes, forgées par l'artisan local Alexandr Chumakov. L'allumeur s'appelle Victor Petrovitch Kirisiouk, il travaille seul, sans remplaçant ni congés. Les lanternes contiennent du pétrole lampant produit à Navapolatsk.